# Tetrix: The Next Generation
Tetrix: The Next Generation is een videospel dat in 1991 uitkwam voor de Commodore Amiga. Het spel speelt zich af in een scherm en heeft acht kleuren. Aan de zijkant van het scherm is te zien is welke blok gaat komen. Er zijn vijftien moeilijkheidsgraden. Hoe moeilijker het level, des te voller het scherm bij aanvang. Zodra het spel start kan men kiezen dezelfde blokvolgorde te gebruiken als het vorige spel. Het spel kan met een of twee spelers beurtelings of simultaan gespeeld worden. Het spel is Engelstalig.